# 翁德雷·杜达
翁德雷·杜達（1994年12月5日—）是一位斯洛伐克足球運動員。在場上的位置是中場。現效力於意甲球隊維羅納。他代表斯洛伐克國家足球隊參賽。

## 俱乐部生涯

### 早年经历
杜达在家乡球队MFK斯尼纳开始足球生涯。随后他转会到科希策，并且在青年队中一路攀升，并在17岁时就在一线队出场。

### 华沙莱吉亚
2013-14赛季的冬季，杜达决定不和科希策续约。次年2月，杜达加盟华沙莱吉亚，签约四年半
 2015年7月30日，杜达在华沙莱吉亚客场对阵阿尔巴尼亚球队库克西的比赛中被看台上扔下的一粒石子击中，并被担架抬下场。华沙莱吉亚最终被判3-0胜，库克西被罚款49160英镑，并处罚下一场欧战主场关门举行。

### 柏林赫塔
2016年7月20日，杜达与柏林赫塔签约五年。 签约后不久他就遭遇膝伤，并在2016年11月接受了手术。2017年2月25日，杜达在对阵法兰克福的德甲联赛中替补出场，此时距离他签约已经有7个月之久。

### 科隆
2020年9月，德甲球隊科隆宣布與杜達簽訂了為期四年的合約。

## 国家队
杜达在2014年11月18日对芬兰的比赛中替补哈姆西克出场，完成国家队首秀。2015年3月，杜达在对阵捷克的比赛中远射破门，打入国家队处子球。2016年6月11日，杜达替补出场52秒后首次触球就打入了斯洛伐克国家队历史上首粒欧洲杯进球，帮助球队扳平比分，但斯洛伐克最终1-2输给威尔士。 此后他在斯洛伐克队2018年世界杯预选赛的最后一场比赛中攻入一球，帮助斯洛伐克队获得小组第二，但斯洛伐克队最终因为积分劣势无缘附加赛阶段。
| No. | 日期          | 场馆                             | 对手   | 比分 | 最终结果 | 赛事                   |
| --- | ------------- | -------------------------------- | ------ | ---- | -------- | ---------------------- |
| 1   | 2015年3月31日 | 波德杜布農球場, 日利納, 斯洛伐克 | 捷克   | 1–0  | 1–0      | 友谊赛                 |
| 2   | 2016年6月11日 | 新波爾多體育場, 波爾多, 法國     |        | 1–1  | 1–2      | 2016年欧洲杯           |
| 3   | 2017年10月8日 | 城市竞技场, 特尔纳瓦, 斯洛伐克   | 馬爾他 | 3–0  | 3–0      | 2018年世界杯预选赛     |
| 4   | 2018年3月25日 | 拉加曼加拉體育場, 曼谷, 泰國     | 泰國   | 1–0  | 3–2      | 2018年國王盃           |
| 5   | 2019年3月21日 | 城市竞技场, 特尔纳瓦, 斯洛伐克   | 匈牙利 | 1–0  | 2–0      | 2020年歐洲國家盃外圍賽 |

## 榮譽

### 球會
華沙萊吉亞
- 波蘭足球甲級聯賽冠軍：2013-14、2015-16賽季
- 波蘭盃冠軍：2014-15、2015-16賽季

### 國家隊
斯洛伐克
- 泰國國王盃冠軍：2018年[12]

### 個人
- 斯洛伐克足球先生：2014年

## 外部連結
- Soccerway資料庫：翁德雷·杜达